# Roans kommun
Roans kommun (norska: Roan kommune) var en kommun i landskapet Fosen i Sør-Trøndelag fylke (sedan 2018 Trøndelag fylke) i mellersta Norge. Kommunens centralort var kyrkbyn Roan.

## Administrativ historik
Roans kommun upprättades den 1 juni 1892 genom utbrytning ur Bjørnørs kommun. Kommunen hade 2 069 invånare vid upprättandet.
Den 1 januari 2020 gick kommunen upp i Åfjords kommun.

## Tätorter
I Roans kommun fanns inga tätorter.

## Socknar
Inom Norska kyrkan motsvaras dåvarande Roans kommun av Roans socken i Fosens prosteri i Nidaros stift.

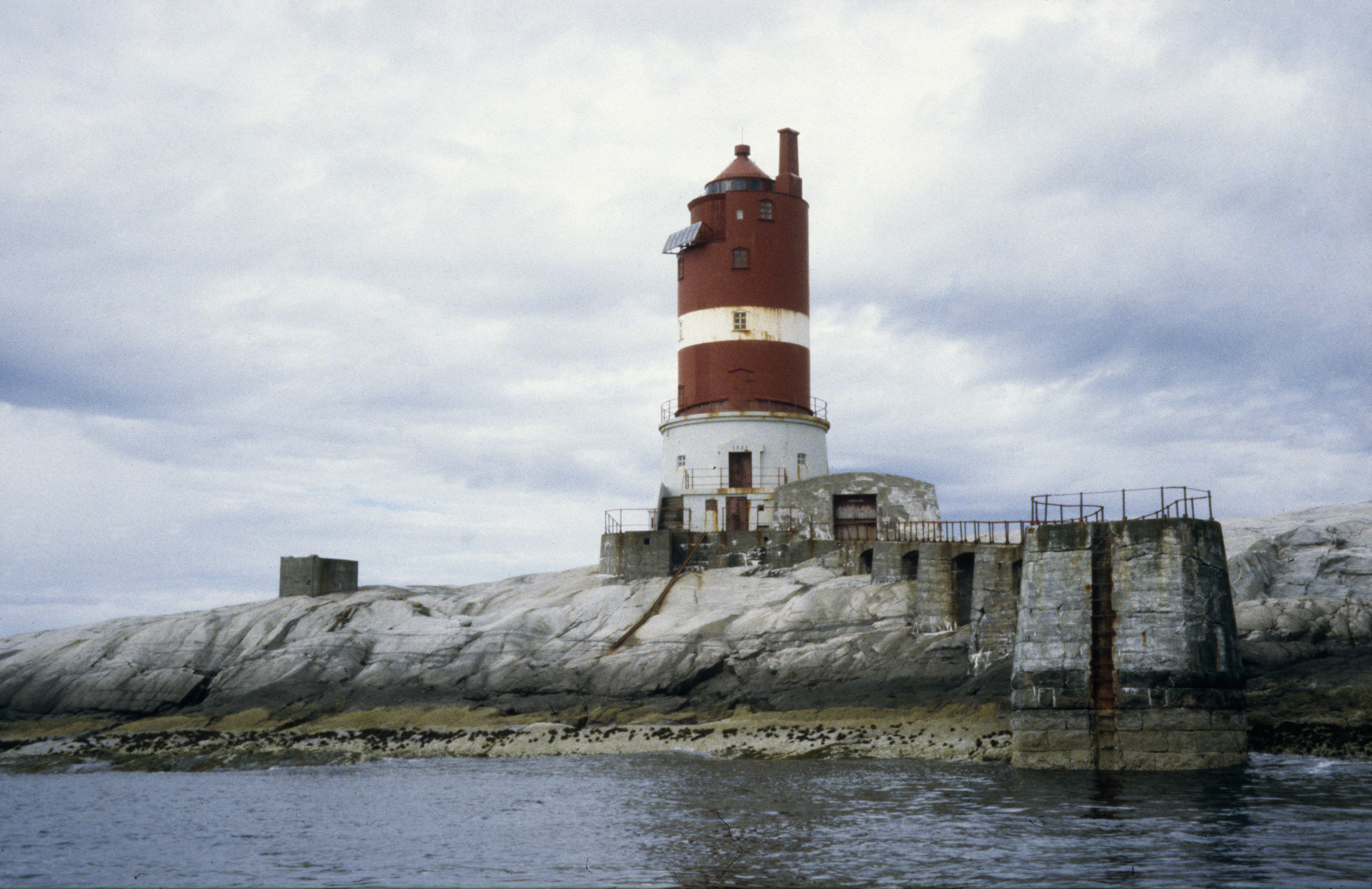
Kaura fyr.